# Zastojni tlak
Zastojni tlak je tlak, ki nastane zaradi ovire v toku tekočine, pred katero se hitrost tekočine zmanjša praktično na nič.
Ob predpostavki, da je potencialna energija tekočine konstantna in da je hitrost tekočine ob oviri enaka nič, približno velja naslednja enačba za zastojni tlak:
{\displaystyle \Delta p={\frac {1}{2}}\rho v^{2}\!\,.}
Po načelu zastojnega tlaka potekata tudi merjenje hitrosti plinov s pomočjo Pitot-Prandtlove cevi in črpanje tekočin s hidravličnim ovnom.